# Jaro (Leyte)
Jaro ist eine philippinische Stadtgemeinde in der Provinz Leyte. Sie hat 43.199 Einwohner (Zensus 1. August 2015).

## Baranggays
Jaro ist politisch in 46 Baranggays unterteilt.
| - Alahag - Anibongon - Badiang - Batug - Buenavista - Bukid - Burabod - Buri - Kaglawaan - Canhandugan (früher San Javier) - Crossing Rubas - Daro - Hi-agsam - Hibunawon - Hibucawan - Kalinawan | - Likod - Macanip - Macopa - Mag-aso - Malobago - Olotan - Pange - Parasan - Pitogo - District I (Poblacion) - District II (Poblacion) - District III (Poblacion) - District IV (Poblacion) - Sagkahan - San Agustin | - San Pedro - San Roque - Santa Cruz - Santo Niño - Sari-sari - Tinambacan - Tuba - Uguiao - Villagonzoilo (Villa Consuelo) - Villa Paz - Bias-Zabala - Atipolo - Canapu-an - La Paz - Palanog |